# Abdelmoula Berrabeh
Abdelmoula Berrabeh, né le 21 avril 1990, est un footballeur marocain. Il évolue comme milieu offensif à l'Union sportive musulmane d'Oujda.

## Biographie

### Club
Né à Berkane, Abdelmoula Berrabeh est né dans une famille sportive puisque son frère aîné Mohamed Berrabeh était aussi un footballeur.
Abdelmoula passe par le KAC de Kénitra et il est ensuite acheté par le Raja de Casablanca, avec qui il s'illustre et remporte le championnat du Maroc en 2011. Durant cette saison, Abdelmoula joue le Derby de Casablanca contre son frère et après un duel avec ce dernier, il provoque un coup franc marqué à la fin du match par Hassan Taïr qui égalise le score de la rencontre, et malgré quelques problèmes de discipline, Berrabeh avait brillé cette saison et selon la publication lusitanienne, trois clubs seraient très intéressés par son profil. Le Paris SG, l’AJ Auxerre et surtout les portugais de Vitoria Guimarães.
Le 16 novembre 2011, la direction du Raja de Casablanca décide de faire un échange avec le MAS de Fès. Berrabeh rejoint donc le MAS et marque son premier but face à l'Olympique de Safi.
En 2012, et à la suite de la montée du club local de la ville de Berkane, Berrabeh retourne à sa ville natale pour jouer à la Renaissance de Berkane, son club d'origine où il porta le numéro 10 et fut également le capitaine du club.
Après quatre saisons avec la Renaissance, Berrabeh est transféré au club qatari Al Kharitiyath Sports Club mais après une mauvaise expérience de six mois, il retourne au Maroc pour jouer avec son ancien club le KAC de Kénitra qui occupent la dernière place au classement, finalement malgré l'effort des nouveaux joueurs recrutés, le KAC est relégué à la deuxième division.
Lors du mercato estival 2017, Berrabeh signe un contrat avec le Rapide Oued Zem, avec ce club, Abdelmoula, plus expérimenté et toujours avec le numéro 10, délivre plusieurs passes décisives et fut un des meilleurs passeurs du championnat. Aussi, il fut le spécialiste des coups francs et des penalties.

### Sélection nationale
Le 12 mars 2009, il rejoint le Maroc U20 et marque son premier but face à la Tunisie.
Abdelmoula Berrabeh jouait en tant que titulaire avec l'équipe du Maroc olympique mais par la suite il n'a pas été sélectionné afin de disputer les Jeux olympiques d'été 2012.

## Carrière
- 2008-2010 :  KAC de Kénitra
- 2010-2011 :  Raja de Casablanca
- 2011-2012 :  MAS de Fès
- 2012-2016 :  Renaissance de Berkane[1],[2]
- 2016-2017 :  Al Kharitiyath Sports Club
- 2017 :  KAC de Kénitra
- 2017-2019 :  Rapide Oued Zem
- 2019 :  Mouloudia Club d'Oujda
- 2021-... :  Union sportive musulmane d'Oujda

## Palmarès
Raja de Casablanca :
- Championnat du Maroc de football
  - Vainqueur en 2011

 Maghreb de Fès :
- Tournoi Antifi
  - Vainqueur en 2011
- Coupe de la confédération
  - Vainqueur en 2011
- Coupe du trône
  - Vainqueur : 2011
- Supercoupe de la CAF
  - Vainqueur : 2012

 Renaissance de Berkane :
- Coupe du Trône :
  - Finaliste : 2014